# Marzenin (przystanek kolejowy)
Marzenin – przystanek kolejowy we wsi Marzenin, w powiecie wrzesińskim, w woj. wielkopolskim, w Polsce.

## Ruch pasażerski
| Rok  | Wymiana pasażerska na dobę |
| ---- | -------------------------- |
| 2017 | –                          |
| 2022 | 10-19                      |

W czerwcu 2013 Przewozy Regionalne zlikwidowały połączenie pasażerskie Jarocin-Września-Gniezno, przez co przystanek został zamknięty dla ruchu pasażerskiego. W 2013 rozbiórce uległ dawny budynek stacji. 10 czerwca 2018 wznowiono przewozy pasażerskie i funkcjonowanie wyremontowanego przystanku.

## Galeria

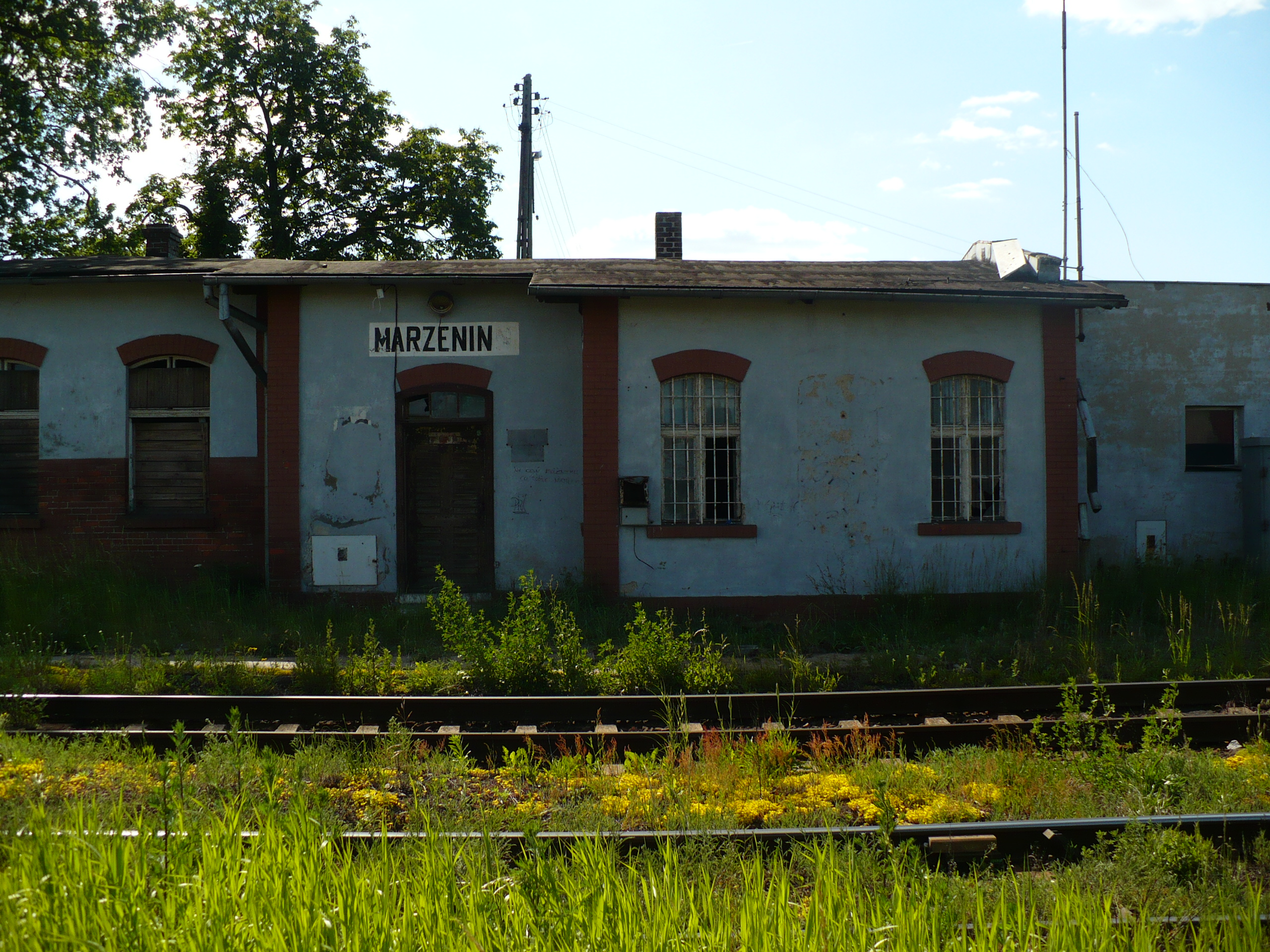
Stacja widziana od frontu
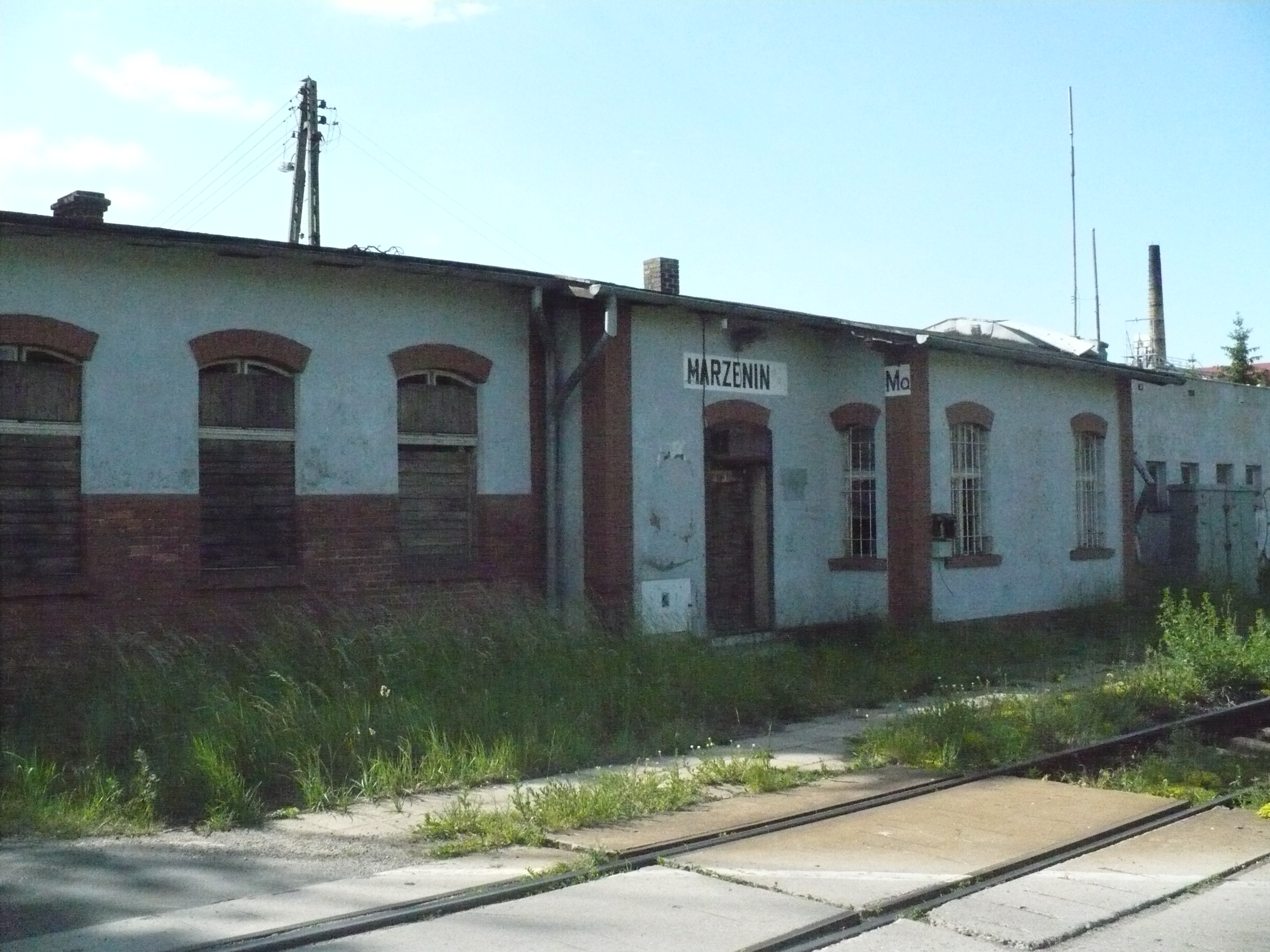
Przystanek kolejowy Marzenin
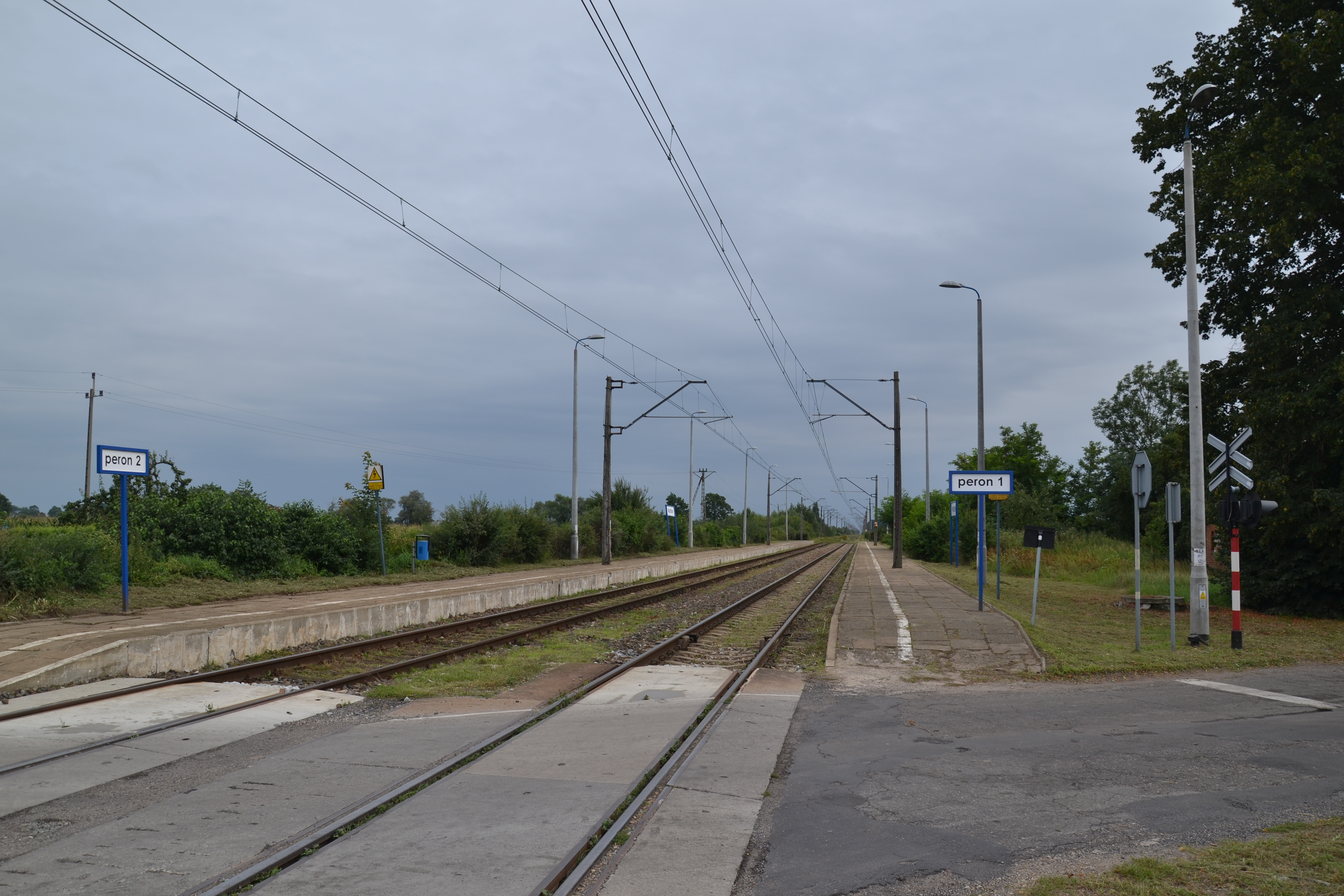
Perony przystanku kolejowego w Marzeninie